# Zastava Sjedinjenih Američkih Država
Zastava Sjedinjenih Američkih Država se primjenjuje od 14. lipnja 1777., kada je donijeta Odluka o zastavi ("The Flag Resolution"). Prvobitna je zastava poznata pod nazivom "Betsy Ross", što je, prema popularnoj predaji, ime žene koja ju je sašila. Današnja je zastava u uporabi od 4. srpnja 1960.
Zastava se sastoji od trinaest vodoravno poredanih crvenih i bijelih pruga, koje simboliziraju trinaest prvobitnih američkih saveznih država, koje su 1776. proglasile neovisnost. Jedna šestina zastave, u gornjem lijevom kutu, sadrži pedeset bijelih petokrakih zvijezda na plavoj podlozi, simbol pedeset sadašnjih saveznih država. Zvijezde su poredane u formaciji 6-5-6-5-6-5-6-5-6.
Zastava SAD-a je poznata pod nazivima "Stars and Stripes" ("Zvijezde i pruge"), "Old Glory" ("Stara slava") i "Star-Spangled Banner" ("Barjak posut zvijezdama").

## Zastave SAD-a kroz povijest
- Velika zastava Unije (1775.)
- "Betsy Ross", prva zastava sa zvjezdicama, njih 13. (1777.)
- "Cowpens zastava", sa 12 zvjezdica u krugu i jednom u sredini. (1781.)
- Zastava s 15 zvjezdica i 15 pruga (1795.)
- Zastava s 20 zvjezdica (1818.)
- Zastava s 21 zvjezdicom (1819.)
- Zastava s 23 zvjezdice (1820.)
- Zastava s 24 zvjezdice (1822.)
- Zastava s 25 zvjezdica (1836.)
- Zastava s 26 zvjezdica (1837.)
- Zastava s 27 zvjezdica (1845.)
- Zastava s 28 zvjezdica (1846.)
- Zastava s 29 zvjezdica (1847.)
- Zastava s 30 zvjezdica (1848.)
- Zastava s 31 zvjezdicom (1851.)
- Zastava s 32 zvjezdice (1858.)
- Zastava s 33 zvjezdice (1859.)
- Zastava s 34 zvjezdice (1861.)
- Zastava s 35 zvjezdica (1863.)
- Zastava s 36 zvjezdica (1865.)
- Zastava s 37 zvjezdica (1867.)
- Zastava s 38 zvjezdica (1877.)
- Zastava s 43 zvjezdice (1890.)
- Zastava s 44 zvjezdice (1891.)
- Zastava s 45 zvjezdica (1896.)
- Zastava s 46 zvjezdica (1908.)
- Zastava s 48 zvjezdica (1912.)
- Zastava s 49 zvjezdica (1959.)